# Château de Verchant
Le château de Verchant, dit également domaine de Verchant, est un édifice des XVIe et XVIIe siècles, modifié au XIXe siècle par l'amateur d'art et viticulteur Jules Leenhardt dans le goût des folies montpelliéraines.
Inscrite au titre des monuments historiques, cette propriété se situe 1 rue de Verchant à Castelnau-le-Lez, dans le département de l'Hérault.

## Protection
En totalité, le parc avec sa plate-forme, les fossés et les murs bâtis qui l'entourent, sa grotte avec le puits ainsi que la noria, le potager, les allées plantées de marronniers au nord, de pins et sophoras au sud (cadastrés AL 1 à 3 pour le potager, 4 pour le parc, 17 et 18 pour l'allée sud et AM 26, 27, 31, 32 pour les allées nord) font l’objet d’une inscription au titre des monuments historiques depuis le 6 novembre 2003.